# Глибоцька центральна районна бібліотека
Глибоцька центральна районна бібліотека — бібліотека Глибоцької РЦБС, смт Глибока, Глибоцький район, Чернівецька область, Україна.

## Історія
1926 року створено хату-читальню. Першим бібліотекарем була Осколкова Галина Федорівна. З 1948 року бібліотека отримала статус районної. З 1948 по 1957 рр. завідувачами бібліотеки працювали Галюк Людмила Романівна, пізніше Подзагун Анна Афанасівна, Стрільчук Ольга Андріївна. В 1980 р. бібліотека набула статус центральної районної бібліотеки Глибоцької ЦБС.
На початку 1950 р. при районній бібліотеці була створена кімната видачі дитячої літератури, де обслуговувалися учні 1–10 класів. А в 1954 р. для фондів дитячої книги (30 092 прим.) надано окреме приміщення і була створена районна бібліотека для дітей.

## Сучасність
Глибоцька центральна районна бібліотека — культурний і освітній центр району, осередок популяризації книги, бібліотечних традицій та інновацій в обслуговуванні користувачів. Колектив бібліотеки завжди у пошуках цікавих форм роботи з читачами.
Стало доброю традицією вшановувати ветеранів бібліотечної справи у переддень їх професійного свята. Бібліотека підтримує творчі зв'язки з місцевими письменниками та поетами, членами літературно-мистецької світлиці «Витоки», співпрацює з школами, ліцеями, художньою та музичною школами, районним товариством «Просвіта».
Книжковий фонд ЦБС становить 252 637 примірників, ЦРБ — 49 082 прим.
Сьогодні Глибоцька центральна районна бібліотека пропонує своїм користувачам нові надходження  літератури, 49 назв періодичних видань, а також  безкоштовний доступ до Інтернету.

## Джерело
- https://sites.google.com/site/librarygluboka/pro-biblioteku [Архівовано 13 жовтня 2020 у Wayback Machine.]